# Docalidia frondosa
Docalidia frondosa är en insektsart som beskrevs av Nielson 1979. Docalidia frondosa ingår i släktet Docalidia och familjen dvärgstritar. Inga underarter finns listade i Catalogue of Life.